# 林登格羅夫鎮區 (明尼蘇達州聖路易斯縣)
林登格羅夫鎮區（英語：Linden Grove Township）是位於美國明尼蘇達州聖路易斯縣的一個行政鎮區。

## 地方資料
林登格羅夫鎮區的面積為91.65平方千米，皆為陸地。根據2020年美國人口普查的數據，當地共有人口113人，而人口密度為每平方千米1.23人。